# Compaq
Die Compaq Computer Corporation war von 1982 bis zur Übernahme 2002 durch Hewlett-Packard (HP) ein US-amerikanischer Hersteller von Computern. Anschließend führte HP bis 2013 Compaq als Marke für verschiedene Linien von Notebooks und Desktop-Computer.

## Geschichte

### Gründung
Compaq wurde im Februar 1982 von Rod Canion, Jim Harris und Bill Murto – drei Senior-Managern des Halbleiterherstellers Texas Instruments – gegründet. Jeder investierte dafür 1.000 US-Dollar. Der Name Compaq steht als Kürzel für Compatibility and Quality.

### Die ersten Produkte
Das erste Produkt war der Compaq Portable, eine tragbare Version eines IBM PCs, der im März 1983 zu einem Preis von 3.590 US-Dollar auf den Markt kam (nach heutiger Kaufkraft ca. 11.310 USD). Obwohl es sich nicht um den ersten tragbaren Computer handelte, war es doch der erste tragbare IBM-kompatible PC. Darüber hinaus sogar der erste legale IBM-kompatible PC überhaupt. Das Gerät war mit einem 9-Zoll-Schwarzweißbildschirm und zwei 5¼-Zoll-Diskettenlaufwerken ausgestattet. Es wog ca. 45 Pfund (20,5 kg) und erfreute sich großer Beliebtheit. Im ersten Jahr schaffte es Compaq, 53.000 Einheiten abzusetzen und setzte bereits in den ersten drei Jahren der Firmengeschichte Maßstäbe für die amerikanische Computerindustrie.

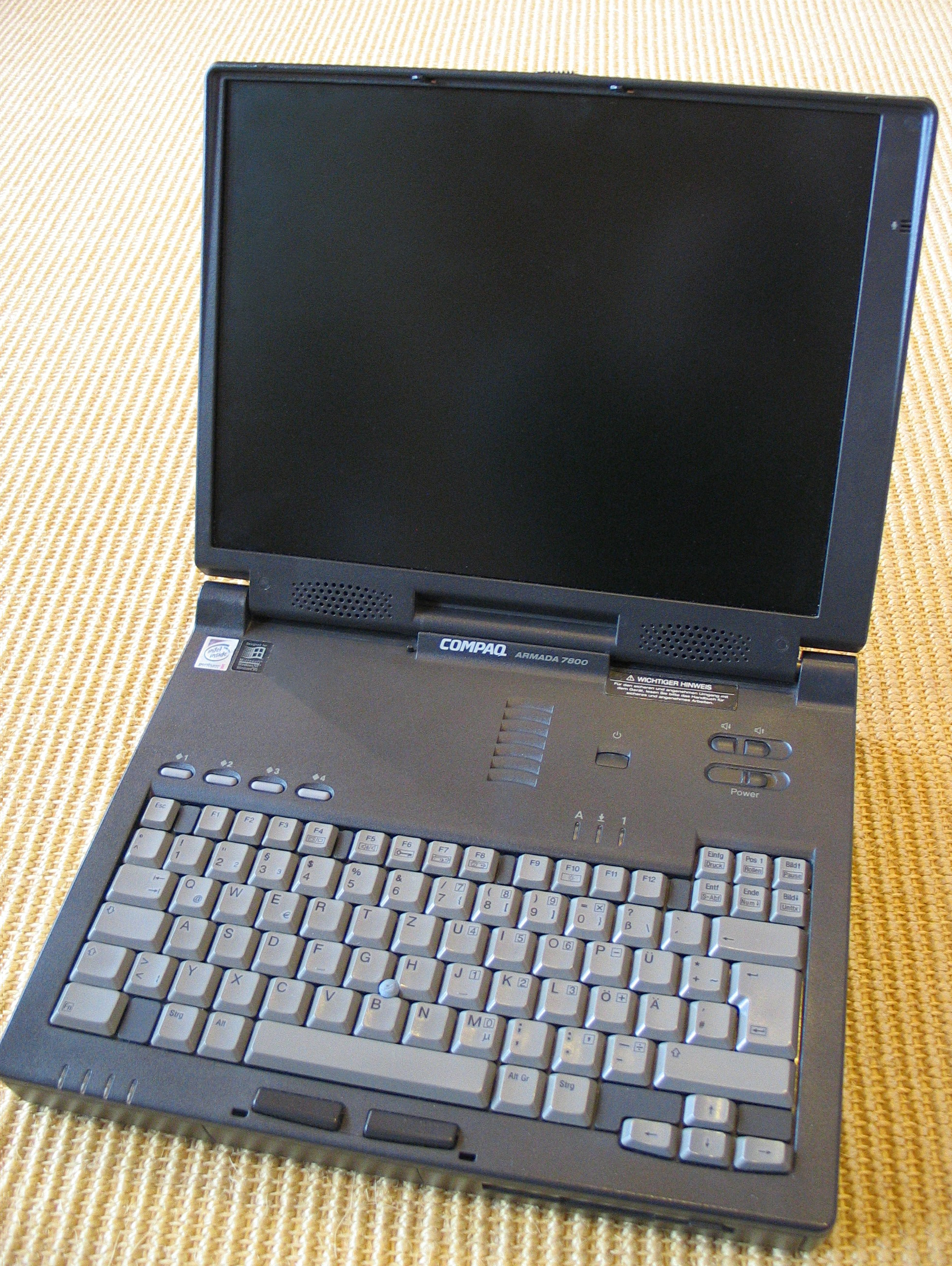
Compaq Armada 7800, erfolgreiches Modell für Compaq

Compaqs Bemühungen waren legal, da Microsoft das Recht hatte, MS-DOS anderen Computerherstellern zu lizenzieren. Compaq setzte ein Team von 15 Programmierern dazu ein, um das IBM-PC-BIOS mittels Reverse Engineering für eine Million Dollar nachzubauen. Viele andere Unternehmen folgten diesem Beispiel später.
Compaq brachte 1986 mit dem DeskPro 386 bzw. mit dem Portable 386 die ersten (tragbaren) IBM-kompatiblen PCs heraus, die auf dem 80386-Mikroprozessor von Intel basieren, dem ersten 32-Bit-Prozessor der x86-Reihe. Der Einsatz dieser CPU, gegen die sich IBM entschieden hatte, bestärkte Compaq darin, die Rolle des PC-Nachbauers zu verlassen. 1987, als IBM seine auf Microchannelarchitektur-basierende IBM PS/2-Reihe herausbrachte, wurde Compaq einer der größten Unterstützer von EISA, einem Industriestandard, der IBMs Architektur die Stirn bieten sollte. 1989 stellte Compaq mit dem Compaq SystemPro ein Doppelprozessor-Server-System vor, das deutlich günstiger als die seinerzeit den LAN-Server-Markt dominierenden Minicomputer war.

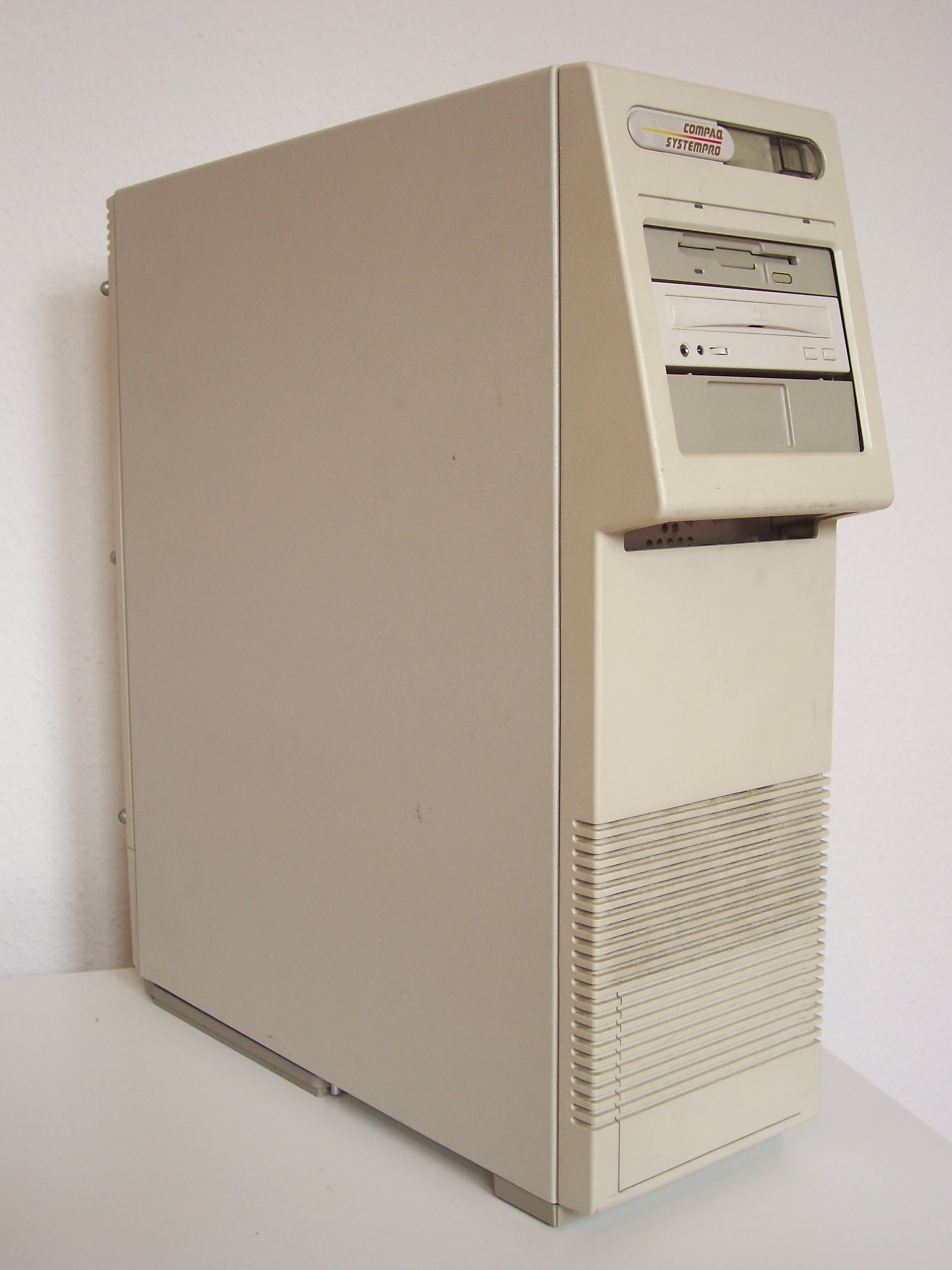
Servergehäuse eines Compaq SystemPro

### Einstieg in den Verbrauchermarkt
In den 1990er Jahren trat das Unternehmen mit seiner Presario-Reihe in den Massenmarkt ein und war einer der ersten Hersteller, die Mitte der 90er Jahre mit PCs für Verbraucher experimentierten, die im Preis bei knapp 1.000 US-Dollar lagen (entspräche heute rund 2.100 USD). Um die Preise halten zu können, entschied sich Compaq als erstes Unternehmen, die Prozessoren der Hersteller AMD und Cyrix einzusetzen. Der Preiskrieg, der sich aus diesem Handeln ergab, resultierte in der Verdrängung einiger Mitbewerber, vor allem IBM und Packard Bell, vom Markt.
1997 kaufte Compaq Tandem Computers, bekannt für ihre Server-Linie “NonStop”.
1998 übernahm Compaq die Digital Equipment Corporation – die Firma, die den Minicomputer erfand.
Die Integration der übernommenen Unternehmen gestaltete sich aufgrund der unterschiedlichen Technologien und Firmenkulturen als schwierig. Als Folge fiel Compaq gegenüber seinen Konkurrenten Dell und Hewlett-Packard zurück.

### Fusion mit Hewlett-Packard
Im Jahre 2002 wurde Compaq in einer heftig umstrittenen Fusion vom Konkurrenten Hewlett-Packard übernommen. Einige der großen HP-Aktieninhaber, auch Walter Hewlett, Sohn von William Hewlett, sprachen sich öffentlich gegen den Kauf aus. Wenig später verließ Compaq-CEO Michael Capellas die Firma und überließ HP-CEO Carly Fiorina die Kontrolle über die fusionierte Firma. Viele Compaq-Produkte wurden seither der HP-Produktpalette hinzugefügt, während die Marke Compaq in anderen Produktlinien, etwa im Bereich der Business-Notebooks, weiter existiert.
Zwei Sportstadien wurden nach der Firma benannt, das Houston Compaq Center in Houston sowie das San Jose Compaq Center in San José (Kalifornien), welches später in HP Pavillon umbenannt wurde.

### Fortführung der Marke

Logo der Marke Compaq seit 2008

In den USA, in England, Frankreich oder Italien lebte Compaq als Marke weiter, seit 2008 auch in Deutschland. Endgültig eingestellt wurde die Marke 2013. 2015 wurde bekanntgegeben, dass die argentinische Grupo Newsan in Zusammenarbeit mit HP Compaq-Modelle lokal für den lokalen Markt produzieren wird. Per 2017 waren dort Presario-Modelle im Angebot.

### Weitere Produkte
Zu Compaqs weiteren Produkten gehörten zum Beispiel die Server der Proliant-Serie. Zur Fernverwaltung sind in diesen Servern ILO (Integrated Lights-Out) integriert, in älteren Servern als Option erhältlich auch RILO (Remote Insight Lights Out). Smart Array Controller sind von Compaq selbst produzierte „intelligente“ RAID-Controller.